# Nello Orlandi
Nello Orlandi (Gambulaga, 21 luglio 1930) è un ex calciatore e allenatore di calcio italiano, di ruolo portiere.

## Carriera
Cresce calcisticamente nella Portuense per passare prima alla Bagnolese e successivamente al Bari, in Serie B, dove è notato da Carlo Parola, osservatore della Lazio. Passa quindi tra i biancoazzurri nel 1956 a fare il secondo di Roberto Lovati. Il 22 settembre 1957, a seguito di un infortunio del portiere titolare, esordisce in Serie A contro l'Inter a Milano subendo 5 reti firmate da Benito Lorenzi, Lennart Skoglund e Antonio Angelillo il quale mette a segno una tripletta. In quella stagione disputa in tutto 7 gare, subendo anche 6 gol dal Milan (ne 5 firmate da Carlo Galli), 5 dal Bologna (con tripletta di Ezio Pascutti) e 4 dall'Alessandria (con doppietta dello svizzero Roger Vonlanthen). Non scende in campo nella ripristinata Coppa Italia del 1958 in cui si impone la Lazio perché il torneo prende avvio nell'estate del 1958 e in quella competizione i biancocelesti schierano il neo acquisto Idilio Cei; viene infine ceduto alla Reggiana di Serie B.
Dopo una stagione con i granata, gioca in Serie C – prima con il Pisa e poi con il Taranto – per concludere la sua carriera a metà degli anni sessanta.

## Palmarès

### Giocatore

#### Club

##### Competizioni nazionali
- Coppa Italia: 1

Lazio: 1958